# Leucotmemis latilinea
Leucotmemis latilinea là một loài bướm đêm thuộc phân họ Arctiinae, họ Erebidae.